# Carta dei doveri dell'informazione economica
La Carta dei doveri dell'informazione economica è un codice deontologico italiano varato dall'Ordine dei giornalisti che si applica ai giornalisti che si occupano di informazione economica.
In seguito alla direttiva europea dedicata ai reati finanziari (market abuse), recepita nel decreto legislativo n. 62 del 2005, l'8 marzo dello stesso anno il Consiglio nazionale dell'Ordine dei giornalisti ha approvato la prima versione della Carta, una specifica delle norme più generali della Carta dei doveri del giornalista. Una seconda versione, aggiornata, è stata approvata il 28 marzo 2007.
Dal 3 febbraio 2016 la Carta è parte integrante del «Testo unico dei doveri del giornalista».
La Carta è stata ampliata a undici principi con documento approvato dal Consiglio Nazionale il 6 giugno 2018 e pubblicato sulla G.U. n. 158 del 10 luglio 2018.

## Doveri
Il codice nella versione del 2007 era articolato in otto punti, più un nono dedicato alle indicazioni sulle sanzioni in caso di violazione. Secondo il dettato della Carta, il giornalista:
1. non deve alterare né omettere informazioni;
2. non deve subordinare la sua attività al suo interesse personale, né deve turbare l'andamento del mercato;
3. non deve occuparsi professionalmente di azioni o strumenti finanziari per i quali abbia un personale interesse finanziario (di qualsiasi tipo);
4. deve rifiutare pagamenti o rimborsi che possano condizionarne l'indipendenza;
5. non deve assumere incarichi o ruoli che contrastino con la sua autonomia;
6. deve assicurare la trasparenza della testata giornalistica per cui lavora;
7. nel caso di articoli che contengano consigli sugli investimenti finanziari, il cronista deve indicare espressamente da dove provengano tali consigli;
8. in materia di studi o ricerche, deve indicarne correttamente l'autore e non deve alterarne la sostanza degli studi.